# Luis Carranza Vargas
Luis Enrique Carranza Vargas (Lima, Provincia de Lima, 18 de agosto de 1998) es un futbolista peruano, juega como delantero y su equipo actual es el Deportivo Llacuabamba de la Liga 2 de Perú. Ha formado parte de la selección de fútbol del Perú en su categoría sub-23.

## Trayectoria

### Sporting Cristal
Futbolista formado en las divisiones menores del Club Sporting Cristal, es ascendido al equipo de reserva del club para la temporada 2016.

### Ayacucho, San Martín y Mannucci
Después de una buena temporada con el filial, Carranza fue cedido al club Ayacucho FC de la Primera División peruana para ganar algo de experiencia. Carranza ya conocía al entrenador en jefe de Ayacucho, Francisco Melgar, quien anteriormente trabajó como entrenador juvenil en Sporting Cristal. Hizo su debut el 4 de febrero de 2017, donde disputó la primera parte en la derrota 1-0 de Ayacucho ante Sport Rosario. Carranza hizo un total de 28 apariciones en la liga para Ayacucho en esa temporada.
Una vez finalizado el contrato de préstamo, volvió a ser cedido, esta vez a la Universidad San Martín. Sin embargo, solo jugó seis partidos y por eso regresó al Ayacucho FC para la temporada 2019, nuevamente cedido. El acuerdo también fue aplicable para la temporada 2020. La siguiente temporada 2021 continúa en Ayacucho FC pero ya en calidad de jugador libre. El año 2022 es llevado al Club Carlos A. Mannucci de Trujillo.

### Sport Boys
En la temporada 2023 de la Primera División peruana, Carranza es contratado por el Club Sport Boys del Callao, equipo dirigido por el uruguayo Guillermo Sanguinetti.

## Selección nacional
El 3 de enero de 2020, Carranza fue convocado para la selección peruana sub-23 que disputó el Torneo Preolímpico Sudamericano Sub-23 de 2020.

### Participación en Campeonatos Sudamericanos
| Torneo                     | Sede     | Resultado      | Partidos | Goles |
| -------------------------- | -------- | -------------- | -------- | ----- |
| Preolímpico Sub-23 de 2020 | Colombia | Fase de grupos | 2        | 1     |

## Estadísticas

### Clubes
Actualizado el 18 de mayo de 2022.
| Ayacucho FC · Perú                                                                             | 2017             | 1ª               | 28 | 1 | — | — | — | — | 28 | 1 |
| Ayacucho FC · Perú                                                                             | 2019             | 1ª               | 16 | 1 | 2 | 0 | — | — | 18 | 1 |
| Ayacucho FC · Perú                                                                             | 2020             | 1ª               | 20 | 1 | — | — | — | — | 20 | 1 |
| Ayacucho FC · Perú                                                                             | 2021             | 1ª               | 16 | 1 | 1 | 0 | 1 | 0 | 18 | 1 |
| Ayacucho FC · Perú                                                                             | Total club       | Total club       | 80 | 4 | 3 | 0 | 1 | 0 | 84 | 4 |
| Universidad San Martín · Perú                                                                  | 2018             | 1ª               | 6  | 0 | — | — | — | — | 6  | 0 |
| Universidad San Martín · Perú                                                                  | Total club       | Total club       | 6  | 0 | 0 | 0 | 0 | 0 | 6  | 0 |
| Carlos A. Mannucci · Perú                                                                      | 2022             | 1ª               | 7  | 0 | 0 | 0 | — | — | 7  | 0 |
| Carlos A. Mannucci · Perú                                                                      | Total club       | Total club       | 7  | 0 | 0 | 0 | 0 | 0 | 7  | 0 |
| Sport Boys · Perú                                                                              | 2023             | 1ª               | 0  | 0 | 0 | 0 | — | — | 0  | 0 |
| Sport Boys · Perú                                                                              | Total club       | Total club       | 0  | 0 | 0 | 0 | 0 | 0 | 0  | 0 |
| Total en carrera                                                                               | Total en carrera | Total en carrera | 93 | 4 | 3 | 0 | 1 | 0 | 97 | 4 |
| (1) Incluye datos de la Copa Bicentenario. (2) Incluye datos de la Copa CONMEBOL Libertadores. |                  |                  |    |   |   |   |   |   |    |   |

## Palmarés

### Torneos cortos
| Título          | Club        | País | Año  |
| --------------- | ----------- | ---- | ---- |
| Torneo Clausura | Ayacucho FC | Perú | 2020 |